# Elektriciteitscentrale Schwarze Pumpe
Elektriciteitscentrale Schwarze Pumpe is een bruinkool-gestookte thermische centrale op industrieterrein Schwarze Pumpe in de Lausitzer bruinkoolmijnstreek van de Duitse deelstaat Brandenburg.
Energiebedrijf Vattenfall verkocht in 2016 deze centrale aan het Tsjechische EPH samen met de bruinkool dagbouw Welzow-Süd en Nochten.